# Division 2 1975-1976
La Division 2 1975-1976 è stata la trentasettesima edizione della Division 2, la seconda serie del campionato francese di calcio. Composta da 36 squadre divise in 2 gironi è stata vinta dall'Angers, che ha avuto la meglio nell'incontro per il titolo col Rennes, comunque promosso. Viene assegnato un punto di bonus in caso di vittorie con più di 2 gol di scarto.
I capocannonieri sono stati Boško Antić del Caen con 22 gol per il girone A e Marc Berdoll dell'Angers con 25 gol per il girone B.

## Stagione

### Novità
Dalla Division 2 1974-1975 vennero promossi in Division 1 il Nancy, il Valenciennes e l'Olympique Avignone, mentre vennero retrocessi in Division 3 il Cambrai, il Quimper Cornouaille, il Mantes, il Bourges, il AAJ Blois e l'Ajaccio. Dalla Division 1 1974-1975 vennero retrocessi l'Angers, il Rennes e il Red Star, mentre dalla Division 3 vennero promossi l'US Malakoff, il Saint-Dié, lo SO Cholet, il Caen, il Gazélec Ajaccio e il JGA Nevers.

### Formula
Le 36 squadre partecipanti vennero divise in due gironi da 18 squadre ciascuno. In ciascun girone le 18 squadre si affrontarono in un girone all'italiana con partite di andata e ritorno, per un totale di 34 giornate. Venivano assegnati due punti a vittoria, un punto a pareggio e zero a sconfitta. Inoltre, veniva assegnato un punto di bonus in caso di vittoria con più di due reti di scarto. Le prime classificate di ciascun girone venivano promosse direttamente in Division 1, mentre le seconde classificate si affrontavano in un play-off per assegnare la terza promozione. Le ultime tre classificate di ciascun girone venivano retrocesse in Division 3.

## Girone A

### Classifica finale
|  | Pos. | Squadra       | Pt | G  | V  | N  | P  | GF | GS | DR  | B   |
|  | ---- | ------------- | -- | -- | -- | -- | -- | -- | -- | --- | --- |
|  | 1.   | Rennes        | 60 | 34 | 22 | 6  | 6  | 82 | 32 | +50 | +10 |
|  | 2.   | Laval         | 57 | 34 | 21 | 8  | 5  | 71 | 28 | +43 | +7  |
|  | 3.   | Lorient       | 45 | 34 | 15 | 9  | 10 | 55 | 36 | +19 | +6  |
|  | 4.   | Rouen         | 45 | 34 | 17 | 2  | 15 | 60 | 48 | +12 | +9  |
|  | 5.   | Amiens        | 44 | 34 | 15 | 8  | 11 | 47 | 42 | +5  | +6  |
|  | 6.   | Caen          | 43 | 34 | 16 | 8  | 10 | 54 | 48 | +6  | +3  |
|  | 7.   | SC Hazebrouck | 40 | 34 | 12 | 12 | 10 | 42 | 34 | +8  | +4  |
|  | 8.   | Châteauroux   | 38 | 34 | 13 | 12 | 9  | 29 | 24 | +5  | 0   |
|  | 9.   | Tours         | 38 | 34 | 14 | 7  | 13 | 47 | 47 | 0   | +3  |
|  | 10.  | Angoulême     | 35 | 34 | 13 | 6  | 15 | 51 | 54 | -3  | +3  |
|  | 11.  | Dunkerque     | 34 | 34 | 10 | 11 | 13 | 38 | 46 | -8  | +3  |
|  | 12.  | Paris FC      | 33 | 34 | 13 | 3  | 18 | 47 | 53 | -6  | +4  |
|  | 13.  | Fontainebleau | 30 | 34 | 9  | 11 | 14 | 42 | 51 | -9  | +1  |
|  | 14.  | Boulogne      | 30 | 34 | 12 | 5  | 17 | 37 | 48 | -11 | +1  |
|  | 15.  | Brest         | 29 | 34 | 9  | 11 | 14 | 34 | 57 | -23 | 0   |
|  | 16.  | Sedan         | 29 | 34 | 8  | 9  | 17 | 43 | 75 | -32 | +4  |
|  | 17.  | SO Cholet     | 28 | 34 | 9  | 7  | 18 | 38 | 58 | -20 | +3  |
|  | 18.  | US Malakoff   | 23 | 34 | 9  | 3  | 22 | 31 | 67 | -36 | +2  |

Legenda:
      Promossa in Division 1 1976-1977.
 Ammessa allo spareggio promozione.
      Retrocessa in Division 3 1976-1977.
Note:
Due punti a vittoria, uno a pareggio, zero a sconfitta.
Un punto di bonus per ogni partita vinta con almeno due reti di scarto.

## Gruppo B

### Classifica finale
|  | Pos. | Squadra         | Pt | G  | V  | N  | P  | GF | GS | DR  | B  |
|  | ---- | --------------- | -- | -- | -- | -- | -- | -- | -- | --- | -- |
|  | 1.   | Angers          | 53 | 34 | 18 | 8  | 8  | 69 | 40 | +29 | +9 |
|  | 2.   | Red Star        | 50 | 34 | 18 | 6  | 10 | 51 | 25 | +26 | +8 |
|  | 3.   | Tolone          | 45 | 34 | 17 | 8  | 9  | 50 | 31 | +19 | +3 |
|  | 4.   | Cannes          | 43 | 34 | 16 | 9  | 9  | 47 | 31 | +16 | +2 |
|  | 5.   | Gueugnon        | 42 | 34 | 15 | 10 | 9  | 37 | 31 | +6  | +2 |
|  | 6.   | Tolosa          | 40 | 34 | 13 | 11 | 10 | 62 | 53 | +9  | +3 |
|  | 7.   | Martigues       | 40 | 34 | 14 | 9  | 11 | 47 | 41 | +6  | +3 |
|  | 8.   | Besançon        | 40 | 34 | 14 | 9  | 11 | 46 | 40 | +6  | +3 |
|  | 9.   | Auxerre         | 39 | 34 | 13 | 11 | 10 | 44 | 36 | +8  | +2 |
|  | 10.  | Béziers         | 39 | 34 | 13 | 9  | 12 | 44 | 38 | +6  | +4 |
|  | 11.  | Gazélec Ajaccio | 36 | 34 | 13 | 6  | 15 | 44 | 48 | -4  | +4 |
|  | 12.  | Épinal          | 32 | 34 | 10 | 8  | 16 | 42 | 52 | -10 | +4 |
|  | 13.  | Chaumont        | 32 | 34 | 9  | 12 | 13 | 41 | 56 | -15 | +2 |
|  | 14.  | Saint-Dié       | 32 | 34 | 11 | 8  | 15 | 36 | 53 | -17 | +2 |
|  | 15.  | Sète            | 31 | 34 | 8  | 12 | 14 | 44 | 43 | +1  | +3 |
|  | 16.  | Mulhouse        | 31 | 34 | 12 | 5  | 17 | 41 | 63 | -22 | +2 |
|  | 17.  | Montluçon       | 27 | 34 | 8  | 9  | 17 | 36 | 57 | -21 | +2 |
|  | 18.  | JGA Nevers      | 19 | 34 | 6  | 6  | 22 | 29 | 74 | -45 | +1 |

Legenda:
      Promossa in Division 1 1976-1977.
 Ammessa allo spareggio promozione.
      Retrocessa in Division 3 1976-1977.
Note:
Due punti a vittoria, uno a pareggio, zero a sconfitta.
Un punto di bonus per ogni partita vinta con almeno due reti di scarto.

## Spareggi

### Spareggio per il titolo
|        | Risultati |        | Luogo e data |
| ------ | --------- | ------ | ------------ |
| Angers | 3 - 2     | Rennes | ?, ?         |
| Rennes | 4 - 6     | Angers | ?, ?         |
|        |           |        |              |

### Play-off promozione
|          | Risultati |          | Luogo e data |
| -------- | --------- | -------- | ------------ |
| Laval    | 1 - 0     | Red Star | ?, ?         |
| Red Star | 1 - 2     | Laval    | ?, ?         |
|          |           |          |              |